# Kashf-e hijab

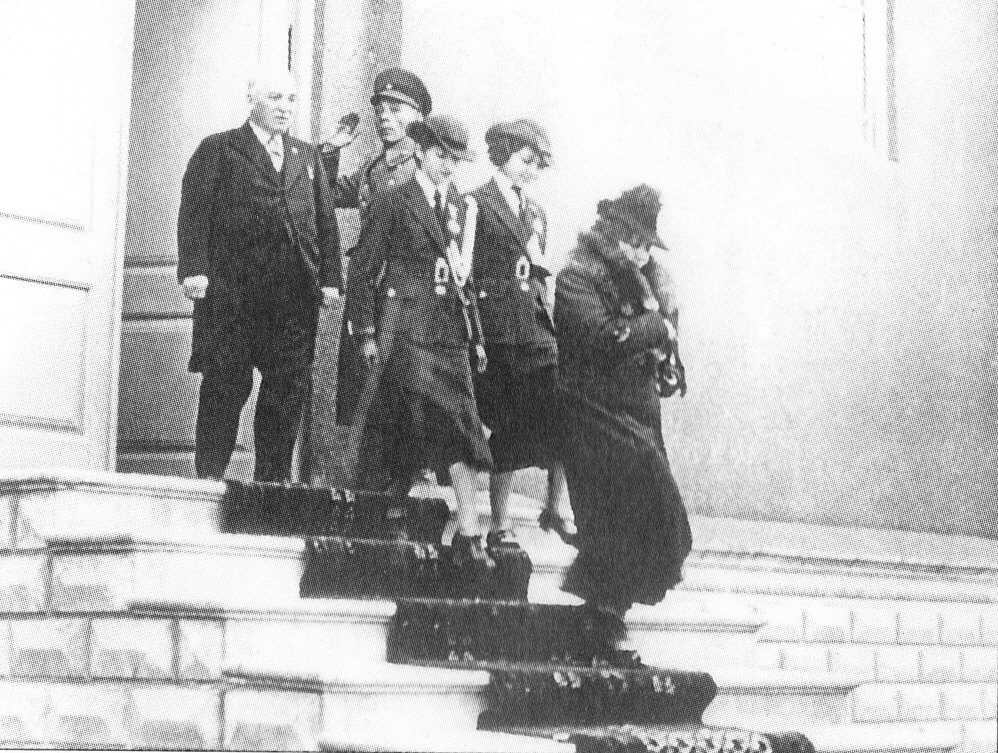
La reine Tadj ol-Molouk et ses filles, le 8 janvier 1936, lors de la cérémonie d'obtention de diplôme des étudiantes de la Faculté Préliminaire

Kashf-e hijab, en persan : کشف حجاب (lit. Dévoilement), aussi appelé از آزادی زنان ایران (Libération des femmes iraniennes) est une loi et un passage de l'histoire de l'Iran. Annoncée en 1935, devenue effective symboliquement le 8 janvier 1936 (17 Dey 1314), elle est votée sous le gouvernement de Mohammad Ali Foroughi puis celui de Mahmoud Jam, sur une proposition de l'empereur Reza Chah. Cette loi abolit et prohibe, s'il le faut par la force, l'utilisation des voiles (foulard, hijab et tchador) traditionnels pour les femmes iraniennes. Le gouvernement inclut cette mesure dans un programme d'évolution des droits de la femme et d'occidentalisation et modernisation de la société,,.
Très critiquée, cette loi est probablement la plus controversée du règne de Reza Shah. Son impact, ou plutôt sa perception populaire varie beaucoup selon les sources ; si après la promulgation de la loi en 1936, le 8 janvier (17 Dey) en Iran devint la Journée de la femme, la révolution islamique changea la donne après 1979. Aujourd'hui, en Iran, ce phénomène est considéré comme une atteinte à la liberté et à la dignité de la femme (musulmane), et une provocation ainsi qu'un crime contre l'islam (chiite),.

## Des signes avant-coureurs

### Période Qajar
On vit les premiers signes de l'enlèvement du hijab à la cour royale du roi Qajar, Nassereddin Shah, et parmi les cercles intellectuels. Sous les rois Qajar, la question de « la suppression du hidjab » a été progressivement mise en place sous la forme d'une modernisation intellectuelle, comme aussi promu par certains poètes et la presse iranienne ; le dévoilement est manifesté comme une marque du féminisme : la poétesse Fatemeh, apparue sans porter le voile lors de la conférence de Badasht (1848), s'est vue pour cela emprisonnée, jugée et puis finalement condamnée à mort. Elle demeure encore aujourd'hui une figure du féminisme iranien.

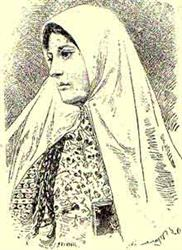
La poétesse Fatemeh

Cependant, la question de la réforme du vêtement féminin devint importante sous le règne de Reza Shah.
Depuis la révolution constitutionnelle (1906), les nouvelles élites adeptes d'idées démocratiques et constitutionnelles venues de l'Occident commencèrent à adopter également la mode occidentale ; costume, cravate, nœud papillon... Néanmoins, cela constituait peu de personnes. Après le coup d'État de 1921 et la modernisation du pays qui allait aboutir à l'accession au trône de Reza Khan, le 18 février 1923, le Parlement adopta une loi visant à réglementer le vêtement fonctionnaire pour les députés et les membres du gouvernement, inspiré des costumes occidentaux, mais qui devait être de fabrication persane. Le 23 septembre suivant, le ministre de la Guerre (Sardar Sepah, Reza Khan) fit étendre cette réglementation au domaine militaire . 

### Les premières réformes vestimentaires de Reza Chah Pahlavi
En décembre 1925, Reza Pahlavi renverse la dynastie Qadjar avec l'aide du Parlement et fonde la dynastie Pahlavi. Les réformes menées par les différents gouvernements depuis 1921 continuent, y compris les réformes vestimentaires. Dans la seconde partie des années 1920, les citadins favorables à la modernité, de même que les fonctionnaires commencèrent à délaisser l'Aba'a traditionnel persan (un grand manteau encore porté par les dignitaires religieux) pour une sorte de manteau long à hauteur des genoux appelé Sardari, des pantalons et des chapeaux sans bord . 

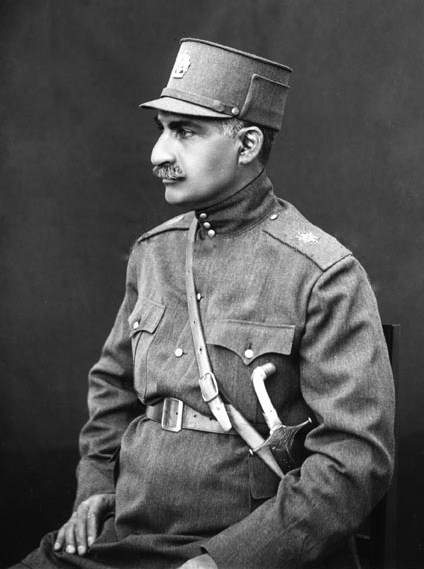
Reza Khan portant un képi au design très similaire au Kolah Pahlavi.

En 1928, le gouvernement, plus tard conforté par le vote du Majlis (Parlement) le 26 septembre, abolit les vêtements traditionnels et ordonne aux iraniens masculins de s'habiller avec des vêtements occidentaux : de délaisser les fez, les manteaux et les turbans pour des complets, des chaussures, et des pantalons. En outre, les écoliers ainsi que les employés du gouvernement doivent coiffer le Kolah-e Pahlavi (chapeau Pahlavi), une sorte de chapeau inspiré du képi français, déjà utilisé dans le monde militaire, depuis notamment l'accession au pouvoir de Reza Shah. Seuls les clercs sont autorisés à utiliser les vêtements traditionnels. Ces réformes, qui se voulaient promouvant un brassage socio-culturel (la façon d'être habillé permettait de décoder l'appartenance à telle région, à telle ville, à telle religion, etc.) commencent à rencontrer une certaine opposition, surtout de la part des traditionalistes, des puissantes tribus et également des chefs d'usine textile . Mais les réformes ne considéraient pas encore les femmes.

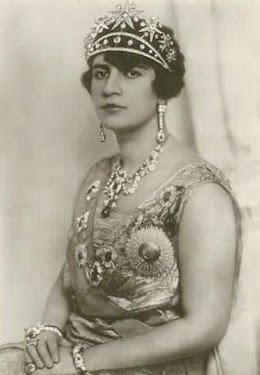
La reine d'Afghanistan Soraya Tarzi

Lors de la première visite d'état d'un chef d'état étranger dans la Perse de Reza Chah, celle du roi Amanullah Khan d'Afghanistan, son épouse la reine Soraya, connue dans son pays pour être partisane de l'évolution des droits des femmes[réf. souhaitée], s'affiche tête découverte. Outragés par cela, les dignitaires religieux s'empressent de se plaindre auprès de Reza Chah pour que celui-ci ordonne à la reine de se voiler ; mais rien n'y fait, Reza Chah, impressionné peut-être par l'intransigeance de la consort, refuse. Les rumeurs d'un dévoilement partiel ou total commencèrent à circuler.

### Du chapeau européen aukashf-e hijab

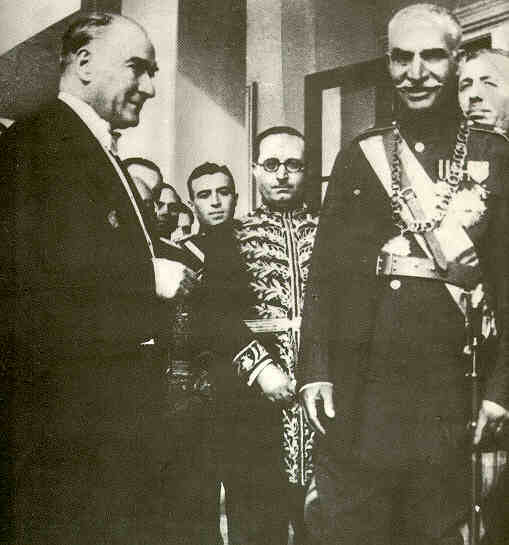
Mustapha Kemal et Reza Chah, lors de l'arrivée de ce dernier en Turquie, le 2 juin 1934

Du 2 juin au 11 juillet 1934, Reza Chah entame l'unique voyage à l'étranger de tout son règne : la Turquie kémaliste, pour laquelle il a une profonde admiration. Reçu en grande pompe par son idole (Atatürk), il est encore plus impressionné que ce qu'il imaginait, il en ressort influencé et de nouvelles volontés de loi apparaissent. Après son retour de Turquie, Reza Chah semble transformé ; toutes les transformations qu'il souhaite pour son peuple, il veut les mener à bien encore plus vite, s'il faut par la force. Depuis quelques années déjà (environ 1931), le régime impérial a pris une tournure autoritaire, et l'occidentalisation de la société, qui ne peut s'accompagner que de la modernisation, doit être menée tambour battant ,. 
En effet, alors qu'il est encore en Turquie, il envoie un message au Premier ministre Mohammad Ali Foroughi pour qu'il change le kolah pahlavi imposé par le chapeau européen à bords larges, arguant que cela protégeait mieux les travailleurs des rayons du soleil. Le 8 juillet 1935 un décret-loi initié par Reza Shah, inspirée des lois vestimentaires d'Atatürk, indique aux hommes de remplacer par des chapeaux melons les fez traditionnels, par exemple, déjà presque prohibés par la loi de 1928. Le jour de la promulgation du décret, Reza Chah reçoit des députés pour justifier sa décision, évoquant encore l'idée d'uniformisation des personnes afin d'éviter les discriminations, se défendant de mener une politique anti-religieuse. Selon Donald Wilber, auteur d'une biographie de Reza Shah, le fait de singer les civilisation européennes a, dans la tête de Reza Chah, pour objectif d'atteindre leur niveau de développement économique et social, en passant, à leur instar, par l'industrialisation et le travail. Les dignitaires religieux critiquent le nouveau chapeau pour les mêmes raisons de pratiques à la prière qu'ils évoquaient avec le kolah pahlavi, l'estimant par extension contraire à l'islam . Toujours selon Wilber, c'est en Turquie que l'empereur est véritablement séduit par l'idée du dévoilement des femmes iraniennes. 
Plusieurs institutions féministes réclament l'abolition des voiles traditionnels en signe d'émancipation ; la chanteuse Qamar ol-Moluk Vaziri, se produisant déjà depuis les années 1920 tête nue, régulièrement la cible des mollahs, en est la plus célèbre partisane. Le 13 mai 1935, la princesse Chams, 18 ans, devient la présidente d'honneur d'une association féministe, ce que le clergé interprète comme l'annonce d'un futur dévoilement des femmes iraniennes.

### Le soulèvement de la mosquée de Goharshad et ses suites

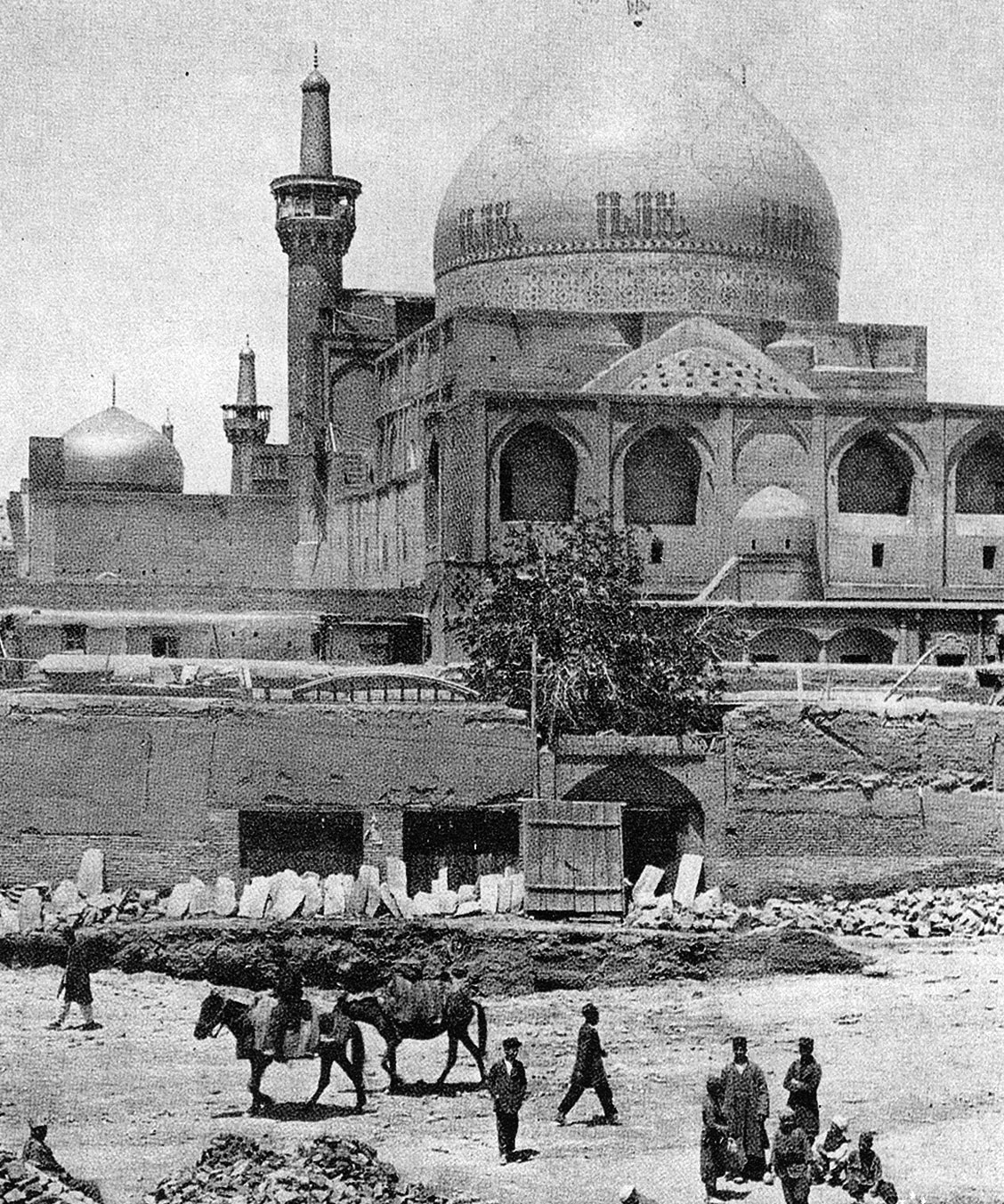
La mosquée de Goharshad au début du XXe siècle.

L'opposition gronde néanmoins vis-à-vis de ces transformations, et un incident sérieux va provoquer l'agacement et l'entêtement de Reza Chah : à Mechhed, le 12 juillet 1935, quelques jours après la proclamation du décret, à la mosquée Goharshad, a lieu une cérémonie commémorative du bombardement du tombeau par les Russes en 1911. La foule est très nombreuse, devant et à l'intérieur du tombeau. Le cheikh Taqi Bohlul prononce un discours qui tourne vite à la critique des réformes de Reza Chah, concernant notamment le chapeau européen et le mouvement en faveur du dévoilement. La manifestation tourne à la contestation contre le pouvoir, et quelques policiers sont tués par une foule en colère. Ladite foule, pourchassée, se réfugie dans le tombeau, et la police refuse de pénétrer l'espace sacré pour la disperser. Le 13 juillet, le gouverneur, alerté, reçoit l'ordre de violer l'espace sacré pour contourner la désobéissance des troupes. Le 14, suivant l'ordre, des renforts venus d'hors la ville rentrent en force dans le tombeau, tandis que des mitraillettes postées sur les toits ouvrent le feu sur la foule. On estime qu'il y eut 128 morts, entre 200 et 300 blessés, et environ 800 arrestations, parmi lesquels le chef de la mosquée, Mohammad Vali Asadi. La police reprit contrôle de la situation et il n'y eut plus d'incident. Reza Chah blâma les chefs de la police pour avoir laissé la situation dégénérer au point d'en arriver à une pareille issue, au motif que les mosquées étaient des lieux de culte et non des centres politiques. Les chapeaux européens continuèrent à être abordés par les officiels jusqu'à la fin du régime, mais beaucoup d'iraniens commencèrent à délaisser toute forme de couvre-chef, sauf les clercs.
Si jusqu'alors Reza Chah ne s'était montré que favorable au dévoilement féminin, cet incident l'entêta à vouloir occidentaliser toute la garde-robe iranienne. À la Cour, notamment sous l'impulsion du ministre de la Cour Abdol Hossein Teymourtash, de nombreuses femmes avaient privilégié des chapeaux plutôt que des voiles, et avaient commencé à se vêtir à l'occidentale. Plus tard dans l'année, lors d'une réception au palais du Golestan, il vanta les mérites de l'islam mais critiqua les superstitions entretenues par les mollahs, évoquant son ressenti à propos du tchador, et mimant gestuelle évoquant une femme sans cesse se couvrant ou se découvrant le visage selon la circonstance.

## Promulgation

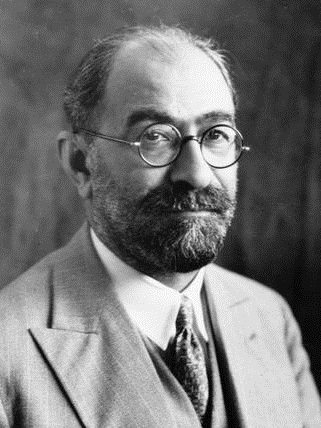
Mohammad Ali Foroughi

Lors du procès de Mohammad Vali Asadi, ce dernier fut considéré comme le principal responsable des événements de juillet 1935 ; il fut condamné à mort et exécuté. Le Premier ministre Foroughi tenta - en vain - d'intercéder auprès de Reza Chah en sa faveur, ce qui déplut grandement à ce dernier , Le Premier ministre et Reza Shah se fâchèrent, mais pas définitivement : Foroughi, qui avait été le premier Premier ministre de Reza Chah en 1925, sera aussi le dernier en 1941, dans des circonstances particulières. Foroughi démissionne le 3 décembre 1935, et il est remplacé par Mahmoud Jam, qui mènera à bien la loi de dévoilement.
Le loi est promulgué le 19 décembre 1935 et entre en application en janvier suivant. Il interdit le port de tout type de voile dans les lieux publics, il est seulement « toléré », voire « accepté », dans les édifices religieux et autorisé dans l'espace privé.

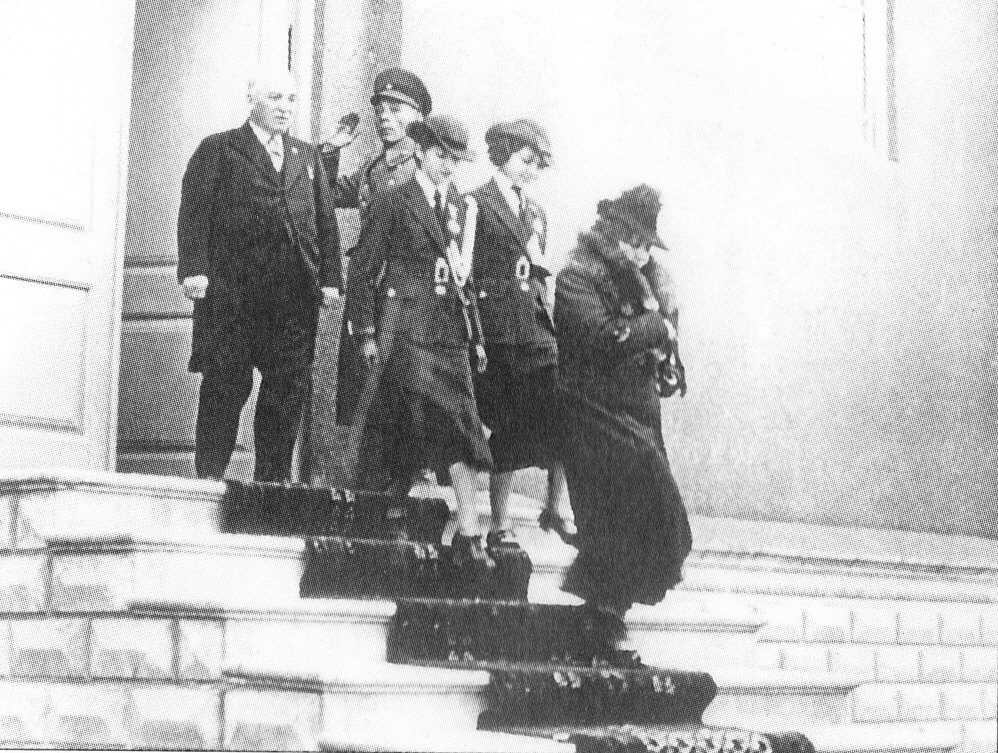
Tadj ol-Molouk, Chams et Ashraf Pahlavi sortent de l'Institut préliminaire en habit occidental

Le 8 janvier 1936, lors de la cérémonie d'obtention de diplôme des étudiantes de la faculté préliminaire (certification d'études de la fin du collège), le décret devient officiel. Le Premier ministre Mahmoud Jam apparaît, suivi de la reine Tadj ol-Molouk, ainsi que des princesses Chams et Ashraf, toutes trois en costume occidental : les deux filles du roi sont même habillées en uniforme. Reza Chah vient lui-même à la cérémonie, qui se doit d'être la vitrine de la nouvelle loi progressiste. Il passe en revue toutes les jeunes filles de la Faculté Préliminaire, puis prononce un discours : « Vous êtes mes filles et sœurs, et maintenant que vous êtes entrées dans la communauté, et que pour votre bonheur vous avez construit votre patrie, vos efforts et vos avancées dans la voie de la progression de votre renaissance doivent continuer, parce que la prospérité du pays et l’avenir de la nation sont entre vos mains, parce que vous serez essentielles à la prochaine génération, comme l'eau et le sol. » L'empereur met l'accent sur la question du travail auquel les femmes sont également désormais conviées. 
À partir du 1er février, les restrictions concernant le voile commencent : les fonctionnaires du régime sont désormais invités à venir avec leurs femmes dévoilées aux cérémonies officielles. Les employés du ministère des finances dont les épouses sont vues avec un tchador sont susceptibles d'être renvoyés, les femmes voilées ne sont plus acceptées dans les bains publics ni aux salles de cinéma, et les conducteurs de bus et de taxis ont désormais le choix de pouvoir accepter ou non de laisser entrer une femme voilée dans leur véhicule . Pour appliquer cette loi, la police reçut l'ordre d'enlever le voile de toutes les femmes qui le portaient en public. Les femmes ont vu leurs foulards et tchador se faire arracher, se faisant même battre selon certaines sources,, et fuyant dans leurs maisons pour échapper à l'application de la mesure, se réfugiant derrière la clause stipulant que le voile reste autorisé dans l'espace privé,,,, Afin de faciliter la transition vestimentaire, le pouvoir mit en place une commission commerciale qui fut chargée par le gouvernement d'acheter pour 500 000 rials de vêtements prêt-à-porter en Allemagne et en France. La commission acheta également beaucoup de chapeaux en Europe .

## Impact

### Immédiat

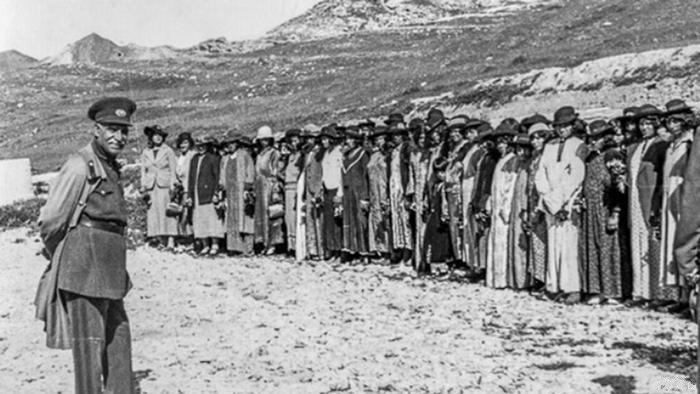
Reza Chah, en inspection du respect du Kashf-e Hijab en province

Jusqu'à l'abdication de Reza Chah en 1941, beaucoup de femmes choisirent de ne pas quitter leurs maisons pour éviter d'avoir à se dévoiler ou éviter d'éventuelles confrontations, quelques-unes allant jusqu'à se suicider selon certaines sources,,. Le clergé et se partisans ripostèrent dès 1935, organisant de nombreuses manifestations, surtout dans les villes de Qôm et de Mashhad, où eut lieu notamment la révolte de la mosquée Goharshad (en), lesquelles furent violemment réprimées par l'armée. On estime que cela a entraîné la mort d'environ 100 à 5 000 personnes (à en croire certaines estimations qui indiquent la mort de femmes et d'enfants présents dans les rangs de manifestants),,,,. D'autres sources, cependant, estiment que le soulèvement est dû à une réaction contre l'occidentalisation vestimentaire, et que Reza Chah ne pensa qu'à réformer les vêtements féminins qu'ensuite.

### Avec le temps
Peu à peu, cependant, la résistance populaire fut surmontée, et dans les trois ou quatre dernières années du règne de Reza Chah, les femmes apparaissaient en public portant des robes longues et simples (ou des vestes et des jupes à Téhéran), des bas épais et des chapeaux de paille à bord plein. Car certaines femmes iraniennes trouvèrent une parade : comme le montrent certaines photos, si elles troquèrent les habits traditionnels contre des vêtements européens, elles utilisèrent des habits, principalement des robes, longs et enveloppants, et des chapeaux très larges ne laissant apparaître que leur visage et quelques rares mèches de cheveux. Ce qui ne semble d'ailleurs pas ennuyer Reza Chah.

## Critiques

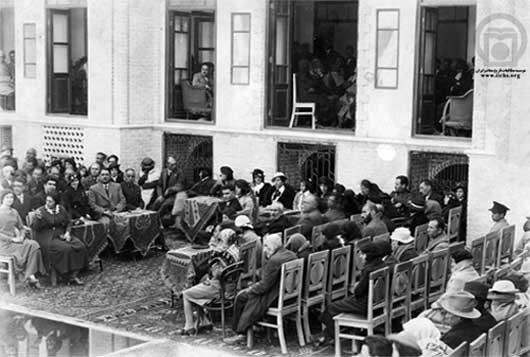
Kashf-e Hijab à Qôm

A l'époque, la plupart des femmes iraniennes avaient été élevées en considérant le voile comme indispensable et croyaient que le fait d'exposer leur tête et leur cou était un péché. De plus, les hommes iraniens voyaient les femmes ne portant pas le voile comme une preuve irréfutable de chasteté. Chez les hommes, l'alphabétisation était limitée aux élites privilégiées et au clergé, tandis que chez les femmes, l'analphabétisme était presque total ; même les rares qui avaient fréquenté des écoles traditionnelles (maktabs) ne savaient que réciter des prières et le Coran et pouvaient à peine écrire. Une société aussi traditionnelle et hautement patriarcale était mal préparée à une interdiction soudaine du tchador, qui était consacré par le pouvoir depuis longtemps, et la violence policière pour appliquer la loi en fut le résultat inévitable. Les femmes furent battues, leurs tchadors et leurs foulards furent déchirés et arrachés en même temps que leurs domiciles étaient parfois fouillés de force . Souvent, sous prétexte de faire respecter cette loi, des fonctionnaires harcelaient et extorquaient de l'argent à la population .
De nombreux historiens affirment que cette mesure aurait pu avoir des retombées positives, mais que cette interdiction soudaine et brutale a plutôt humilié et aliéné au pouvoir beaucoup de femmes iraniennes,,,. Il y eut aussi des retombées négatives scolaires : dans les écoles, les familles traditionalistes refusèrent d'envoyer leurs enfants à l'école pour ne pas suivre ce qui était considéré comme une hérésie. Les historiens soulignent souvent que Reza Shah eut recours à une mesure dictatoriale ; même dans la Turquie kémaliste, le voile n'était pas une interdiction : il n'était interdit que dans la fonction publique et fortement déconseillé dans les lieux publics, ; certains, littéralement excessifs, comparent cette mesure à une loi digne de l'Allemagne d'Hitler ou de l'URSS de Staline,,. Le décret du gouvernement a été critiqué même par le consul Britannique à Téhéran (ce qui n'a rien de très étonnant, les Britanniques ayant toujours critiqué la moindre réforme de Reza Chah).

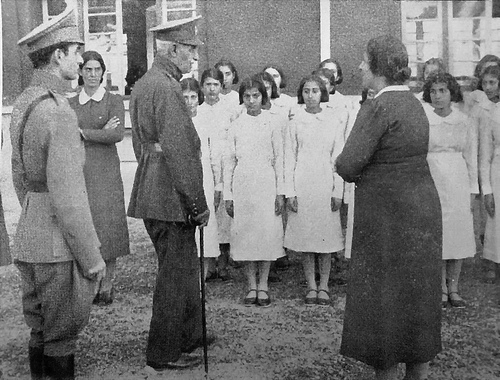
Reza Chah et Mohammad Reza Chah, alors prince héritier, visitant une école féminine à la fin des années 1930.

## Plaidoyer
La mesure du Kashf-e hijab possède cependant ses partisans, qui, à l'opposé de ceux qui présentent cette loi comme une occidentalisation brutale, stupide et aveugle d'un chef d'état autocratique, la présentent comme une mesure phare dans la mise en place d'un nouveau statut de la femme initié sous Reza Shah. Avant tout un symbole de l'émancipation féminine, de la sécularisation du statut de la femme dans la société ; l'Islam, sous tous ses courants, ne reconnaissant pas l'égalité des sexes, ou plus exactement, ne donnant pas la même place à l'homme qu'à la femme dans la société.
S'il y eut des retombées scolaires, il a également été avancé que les universités se vidèrent des filles qui refusèrent d'abandonner le voile, ce qui est faux, la seule université du pays, celle de Téhéran, n'acceptant les filles qu'à partir de 1937, soit après la promulgation de la loi.

## Après Reza Chah
Plus tard, les mesures officielles s'assouplirent après l'avènement de Mohammad Reza Pahlavi, qui succéda à son père le 15 septembre 1941 ; porter le foulard ou le tchador n'était plus un délit. Cependant, on constate (ou plutôt on dit) que généralement, porter le voile était une entrave significative à grimper l'échelle sociale, comme il a été considéré comme un signe d'arriération et d'un indicateur d'être un membre de la classe inférieure. La discrimination contre les femmes portant le foulard ou le tchador continua en quelque sorte de façon latente avec des institutions publiques activement à décourager leur utilisation, et de certains restaurants, par exemple, refusant d'admettre les femmes qui les portaient, Cette période se serait caractérisée par l'approfondissement d'un fossé entre une petite minorité qui considère que porter le voile est un signe d'arriération et la grande majorité des Iraniennes qui continuaient à se voiler,, Ce mêmes sources prétendent qu'en dépit de toutes les pressions, les obstacles et les discriminations, la plus grande proportion des femmes Iraniennes ont continué à porter le foulard ou le tchador, contrairement à la large face de revendications,,,. Plus tôt dans le milieu des années 1930, seulement 4 000 des 6,5 millions de femmes Iraniennes se sont aventurées dans les lieux publics, sans voiles, et presque toutes les téhéranaises étaient principalement formées à l'Occidentale, et des filles de la classe supérieure, les épouses étrangères de ces dernières provenance de l'Europe, et les femmes de classe moyenne de toutes les minorités.

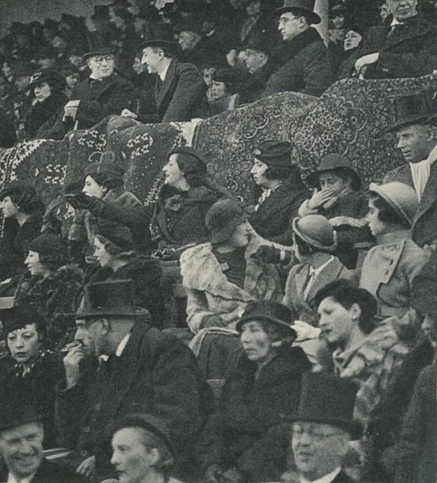
Foule aux courses hippiques en Iran, à la fin des années 1930.

Des affirmations qui sont très suspectes, et ce serait oublier que Mohammad Reza Shah fut un homme religieux, et parfois pratiquant[réf. souhaitée], ce que certains considèrent une des raisons de sa chute et une critique qu'on peut lui faire, et dont la dernière femme, l'unique Chahbanou d'Iran et mère du prince héritier, Farah Diba, également pratiquante occasionnelle, n'hésitait pas à s'afficher voilée lors de cérémonies religieuses auxquelles elle assista.
Après la révolution de 1979, le régime établit en 1980 ordonne le « revoilement » de toutes les femmes, qui ne peuvent plus laisser apparaître d'elles que le visage et les mains. Avec l'arrivée au pouvoir de modérés dans la République Islamique (1997-2001 et depuis 2013), une certaine flexibilité est apparue, les voiles pouvant être bien plus lâches et les cheveux plus visibles.

## Controverses sur une réaction négative

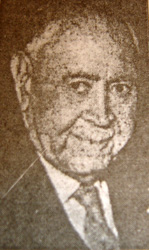
Mahmoud Jam

Toutefois, toutes ces affirmations, généralement écrites par des ennemis déclarés des Pahlavi, ou par des Iraniens après l'avènement de la République Islamique, sont assez douteuses. Elles prétendent par exemple (évoqué plus haut), que la répression de la mosquée de Goharshad, à Mashhad, fit entre 100 et 5 000 morts (fourchette assez large), et qu'il y avait parmi eux de nombreuses femmes (ce qui est probable) et enfants (ce qui est bizarre), ce qui a un aspect extrême et franchement suspect.
L'impact occidental de cette mesure est fortement influencé par l'impact national, qui, officiellement, est dans le rejet. Or la République Islamique a souvent traîné dans la boue l'image de Reza Shah, l'accusant des pires calomnies, abracadabrantes et invérifiables, comme d'être opiomane, violent, détesté par la population et à la solde pure et simple des puissances étrangères. Un des nombreux reproches infligés à Reza Chah est qu'il aurait été athée, ce qui, de un, aurait dû l'empêcher d'accéder au pouvoir en 1925 au regard de la Constitution de 1906, et de deux, l'aurait coupé des réalités du pays à grande majorité de musulmans pratiquants. Cela est cependant faux, Reza Chah, non pratiquant, était bien pieux et croyant. Son mausolée à Rey, érigé à la fin des années 1940, se dressait, selon le testament de Reza Chah, mort en 1944, aux côtés du Shah-Abdol-Azim, troisième plus important lieu de pèlerinage chiite du pays. De même, lors des funérailles de Reza Chah à Téhéran en 1950, Tadj ol-Molouk, devenue reine-mère, apparut entièrement voilée pendant toute la cérémonie, et de nombreuses femmes rendirent hommage à Reza Chah dans son mausolée en y entrant vêtues de tchadors.
De même, il paraît difficile de mener des « études » sur le sujet, la dictature de Reza Chah n'ayant pas effectué de recensement de femmes voilées/non voilées, ni de sondage d'opinion sur la question.
L'opinion favorable aux Pahlavis considère que si l'histoire a retenu une réaction négative, c'est parce qu'elle fut écrite par les habitants des grandes villes, et non par les paysans, où on trouvait selon eux la majorité des femmes iraniennes. Il y avait dans les villes ce que les partisans de Reza Chah appellent une "bourgeoisie islamiste", très religieuse, en opposition avec les habitantes des provinces, pour lesquelles la religion avait un aspect moins prononcé.